# Parafia Opieki Matki Bożej w Bończy
Parafia Opieki Matki Bożej – parafia prawosławna w Bończy, w dekanacie Zamość diecezji lubelsko-chełmskiej.
Na terenie parafii funkcjonują 2 cerkwie:
- cerkiew Opieki Matki Bożej w Bończy – parafialna
- cerkiew Zaśnięcia Przenajświętszej Bogurodzicy w Wólce Kraśniczyńskiej – filialna

## Historia
Pierwsze wzmianki o istnieniu cerkwi prawosławnej w Bończy znajdują się w archiwalnych zapiskach podatkowych z 1531. Kolejna, drewniana świątynia powstała w 1724, ufundowana przez dziedzica Suchodolskiego. W latach 1878–1881 wzniesiono obecną murowaną cerkiew pod wezwaniem Opieki Matki Bożej.
Po rozpoczęciu wysiedleń ludności prawosławnej w ramach akcji „Wisła” (1947), parafia uległa likwidacji. Reaktywacja parafii i ponowne otwarcie cerkwi nastąpiło w 1956. W latach 60. zbudowano dom parafialny. Ze względu na małą liczbę wiernych, parafia w latach 1989–2007 nie miała stałego proboszcza i była obsługiwana przez duchownych z Chełma, Hrubieszowa i Zamościa. Na początku XXI w. dokonano generalnego remontu cerkwi, ukończonego w 2007. W tym czasie odnowiono też dom parafialny. W 2006 na cmentarzu prawosławnym  w Wólce Kraśniczyńskiej wzniesiono murowaną cerkiew filialną pod wezwaniem Zaśnięcia Przenajświętszej Bogurodzicy.

## Zasięg terytorialny
Bończa, Wólka Kraśniczyńska, Kraśniczyn

## Wykaz proboszczów
- 26.09.1958 – 27.04.1966 – ks. Eugeniusz Niesteruk
- 10.06.1966 – 10.09.1974 – ks. Michał Łukaszuk
- 8.10.1982 – 18.04.1989 – ks. Jan Kulik s. Aleksandra
- 22.04.1989 – 1.10.1990 – o. Paisjusz (Martyniuk)
- 2.08.1993 – 20.07.1994 – ks. Jarosław Łoś
- 16.08.1994 – 10.10.2003 – ks. Jan Łukaszuk
- 2.10.2004 – 31.05.2006 – ks. Witold Charkiewicz
- 8.01.2012 – 2014 – ks. Marcin Prokopiuk
- 2014–2018 – ks. Adam Weremijewicz
- 2018–2019 – ks. Wiesław Skiepko[1]
- od 2019 – p.o. ks. Jan Łukaszuk[2]